# Valérie Nadaud
Valérie Nadaud (Soyaux, 16 maart 1968) is een voormalig atleet uit Frankrijk.
Op de Olympische Zomerspelen van Atlanta in 1996 liep Nadeaud de tien kilometer snelwandelen en werd 36e in 47:49.
- World Athletics: 14273278